# Wonka (filme)
Wonka (bra/prt: Wonka) é um filme de fantasia musical britano-americano dirigido por Paul King e escrito por Simon Farnaby e King. Ele serve como uma prequela do romance de 1964, Charlie and the Chocolate Factory de Roald Dahl. O filme foi lançado pela Warner Bros. em 15 de dezembro de 2023 nos Estados Unidos e é estrelado por Timothée Chalamet como Willy Wonka.
O filme estreou como um sucesso de público e crítica.

## Sinopse
Baseado no livro Charlie and the Chocolate Factory, o filme fala sobre a origem de Willy Wonka e de como este precisava enfrentar vários empecilhos. Wonka passa pela aventura de divulgar a diversão por meio de seu chocolate delicioso. Então, conheceu Oompa Loompa, que o ajudou a ir contra as expectativas de tornar um profissional especializado em chocolates. O filme tem uma mistura de humor com música, magia, bagunça e carinho.

## Elenco
- Timothée Chalamet como Willy Wonka
- Keegan-Michael Key
- Sally Hawkins
- Rowan Atkinson
- Olivia Colman
- Jim Carter
- Mathew Baynton
- Tom Davis
- Simon Farnaby
- Rich Fulcher
- Kobna Holdbrook-Smith
- Paterson Joseph
- Calah Lane
- Matt Lucas
- Colin O’Brien
- Luan Gallagher
- Natasha Rothwell
- Rakhee Thakrar
- Ellie White
- Murray McArthur[8]
- Tracy Ifeachor[9]

## Produção

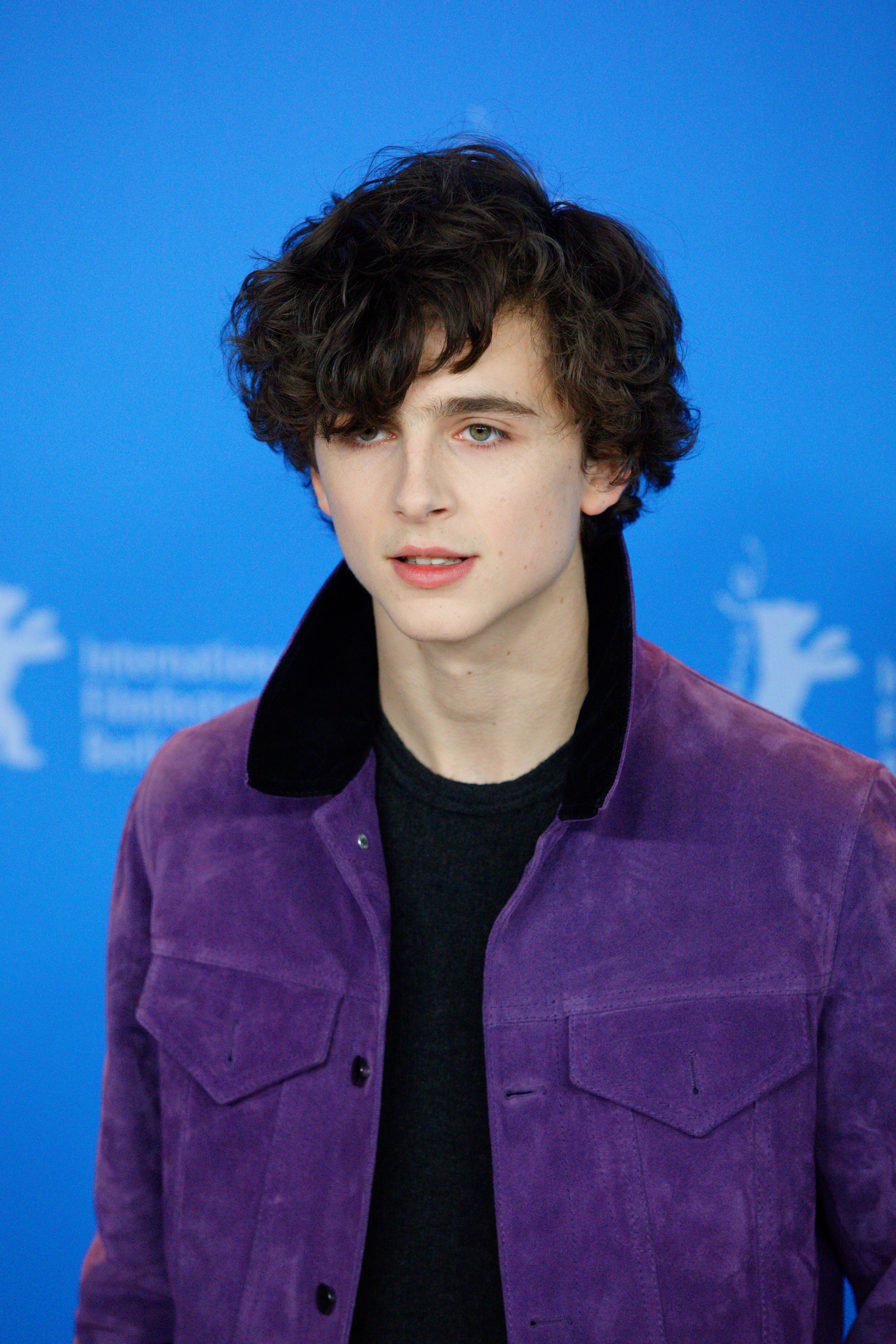
Timothée Chalamet interpreta Willy Wonka

Em outubro de 2016, a Warner Bros. adquiriu os direitos do personagem Willy Wonka de Roald Dahl, com um filme em desenvolvimento dos produtores David Heyman e Michael Siegel. Em fevereiro de 2018, foi anunciado que Paul King estava em negociações para dirigir. No mesmo ano, foi relatado que a lista de atores de possíveis atores para estrelar como Willy Wonka incluía Donald Glover, Ryan Gosling e Ezra Miller. Foi revelado, também, que o filme serviria como uma prequela romance de 1964, Charlie and the Chocolate Factory.
Em janeiro de 2021, foi confirmado que King iria dirigir o filme, agora intitulado Wonka. Em maio, Timothée Chalamet foi escalado para o papel-título e foi anunciado que o filme incluiria vários números musicais. Também foi revelado que o filme estaria usando um roteiro escrito por Simon Farnaby. Tom Holland também foi um dos principais atores considerados para o papel antes de Chalamet ser escalado. Em setembro de 2021, foi anunciado que Keegan-Michael Key, Sally Hawkins, Rowan Atkinson, Olivia Colman e Jim Carter estavam entre as mais novas adições ao elenco, com o roteirista Farnaby também definido para um papel.
As filmagens começaram no Reino Unido em setembro de 2021, com Seamus McGarvey como diretor de fotografia, Nathan Crowley como designer de produção, Mark Everson como editor e Lindy Hemming como figurinista. As filmagens aconteceram na cidade de Lyme Regis e na Warner Bros. Studios, Leavesden, um complexo de estúdios em Watford. As cenas foram filmadas em Oxford em dezembro e fevereiro de 2022.

## Música
Neil Hannon, vocalista da banda The Divine Comedy, escreveu canções originais para o filme.

## Marketing
A campanha de marketing da Warner Bros. Pictures para Wonka começou em 10 de outubro de 2021, quando Chalamet compartilhou uma fotografia sua como Willy Wonka. A imagem foi postada no Instagram de Chalamet, onde ele tinha 13,6 milhões de seguidores na época, com a legenda "O suspense é terrível, espero que dure", uma referência ao filme de 1971, Willy Wonka & the Chocolate Factory, estrelado por Gene Wilder como o personagem-título.

## Lançamento
O filme foi lançado nos cinemas do Reino Unido em 8 de dezembro de 2023, e nos dos Estados Unidos pela Warner Bros, em 15 de dezembro de 2023.
Em Portugal e no Brasil, o filme foi lançado no dia 7 de dezembro de 2023.

## Recepção
No site agregador de críticas Rotten Tomatoes, 82% das 328 avaliações dos críticos são positivas, com uma classificação média de 7,2/10. O consenso do site afirma: "Com o diretor Paul King no comando e algumas novas músicas sólidas prontas, o calorosamente antiquado Wonka dá um toque adequadamente doce ao personagem clássico, ao mesmo tempo que deixa espaço para os tons mais sombrios do material original." O Metacritic, que usa uma média ponderada, atribuiu ao filme uma pontuação de 66 em 100, baseado em 64 críticos, indicando críticas "geralmente favoráveis". O público pesquisado pelo CinemaScore deu ao filme uma nota média de "A–" (em uma escala de A+ a F), enquanto os entrevistados pelo PostTrak deram a Wonka uma pontuação geral positiva de 85%, com 64% do público dizendo que iriam definitivamente recomendar o filme.